# Suzy Pierson
Pour les articles homonymes, voir Pierson.
Suzanne Marie Germaine Marchand dite Suzy Pierson, née à Paris 2e le 11 octobre 1902 et morte à Antibes le 26 octobre 1996, est une actrice française.

## Filmographie partielle
- 1924 : Paris de René Hervil
- 1924 : Un fil à la patte de Robert Saidreau
- 1926 : Rue de la paix de Henri Diamant-Berger : Mady, la directrice
- 1927 : L'Île enchantée de Henry Roussel : l'amie de Firmin Rault
- 1927 : André Cornélis de Jean Kemm : Germaine Durieux
- 1927 : La Glace à trois faces de Jean Epstein : Athalia
- 1928 : Minuit, place Pigalle de René Hervil
- 1928 : La Cousine Bette de Max de Rieux : Josépha
- 1929 : Sainte-Hélène de Lupu Pick : la comtesse de Montholon
- 1930 : Quand nous étions deux de Léonce Perret : Hélène Devries
- 1931 : Azaïs de René Hervil : Gabrielle Avize
- 1931 : Roumanie, terre d'amour de Camille de Morlhon : Elvire Tiano
- 1931 : 77, rue Chalgrin de Albert de Courville : Suzanne de Vandières
- 1933 : Touchons du bois de Maurice Champreux : Minouche
- 1935 : Le Diable en bouteille de Heinz Hilpert, Raoul Ploquin et Reinhart Steinbicker : Bertie, la femme de chambre
- 1938 : La Glu de Jean Choux : Mariette
- 1938 : Monsieur Breloque a disparu de Robert Péguy : la comtesse de Brazeuil
- 1944 : Béatrice devant le désir de Jean de Marguenat : Mme de Wallée